# 장홍
장홍(臧洪, ? ~ 196년)은 중국 후한 말의 정치가로, 자는 자원(子源)이며 광릉군 사양현(射陽縣) 사람이다.

## 생애
일찍이 즉구장(卽丘長)을 지냈으나, 영제 말년에 관직을 버리고 고향으로 돌아갔다. 이후 장초에게 재능을 인정받아 군의 공조(功曹)가 되어 장초를 섬겼다. 동탁이 조정을 장악하자 장초를 설득하여, 공주·교모·유대·장막·장초 등과 함께 맹약을 맺어 선서를 낭독하였다.
그 후 원소를 섬겼으며, 마침 청주자사 초화(焦和)가 죽자 원소는 청주 진출을 위해 장홍을 청주자사로 임명해 부임시켰다. 2년의 재임 기간 동안 장홍은 초화가 소탕하지 못한 도적들을 물리쳤다. 그 후 동군태수가 되어, 동무양(東武陽)으로 이주하였다.
이전에 섬겼던 장초가 옹구(雍邱)에서 조조군에게 포위되자, 장홍은 병력을 빌려 구원에 나설 수 있도록 원소에게 부탁하였으나 거절당하였다. 장홍이 구원하러 올 것이라 믿었던 장초는 결국 스스로 목숨을 끊었다.
흥평 2년(195년) 겨울, 장홍은 원소에게 반기를 들었다. 원소는 군대를 일으켜 장홍을 포위하였으나, 해를 넘기도록 함락시키지 못했다. 원소는 진림을 시켜 항복을 권하는 편지를 썼으나, 장홍은 항복하지 않겠다는 답장을 보냈다. 이에 원소는 더욱 거세게 장홍을 공격하였다. 죽음을 각오한 장홍은 성 안의 주민들에게 탈출할 것을 권하였으나, 모두들 장홍을 따랐으므로 굶주림 속에서도 전혀 탈출하지 않았다. 그러나 결국 성은 함락되었고, 원소는 장홍을 생포하였다.
본래 장홍을 좋아한 원소는 그를 용서하려 하였으나, 장홍은 절개를 굽히지 않아 원소에게 처형당하였다.

## 장홍을 섬긴 사람들
- 진용

## 장홍의 친족관계
민(旻)━홍(洪)